# 乗鞍岳クマ襲撃事件
乗鞍岳クマ襲撃事件（のりくらだけクマしゅうげきじけん）は、2009年（平成21年）9月19日に、日本の岐阜県と長野県の県境に位置する乗鞍岳で発生した、野生のツキノワグマによる獣害事件。観光客として乗鞍岳を訪れていた人々のうち10人が、次々にクマに襲われて重軽傷を負った。なお、メディアや文献においては、「事件」ではなく「事故」と表記しているものも多い。

## 事件の経過

### 事件の発生・初の被害者

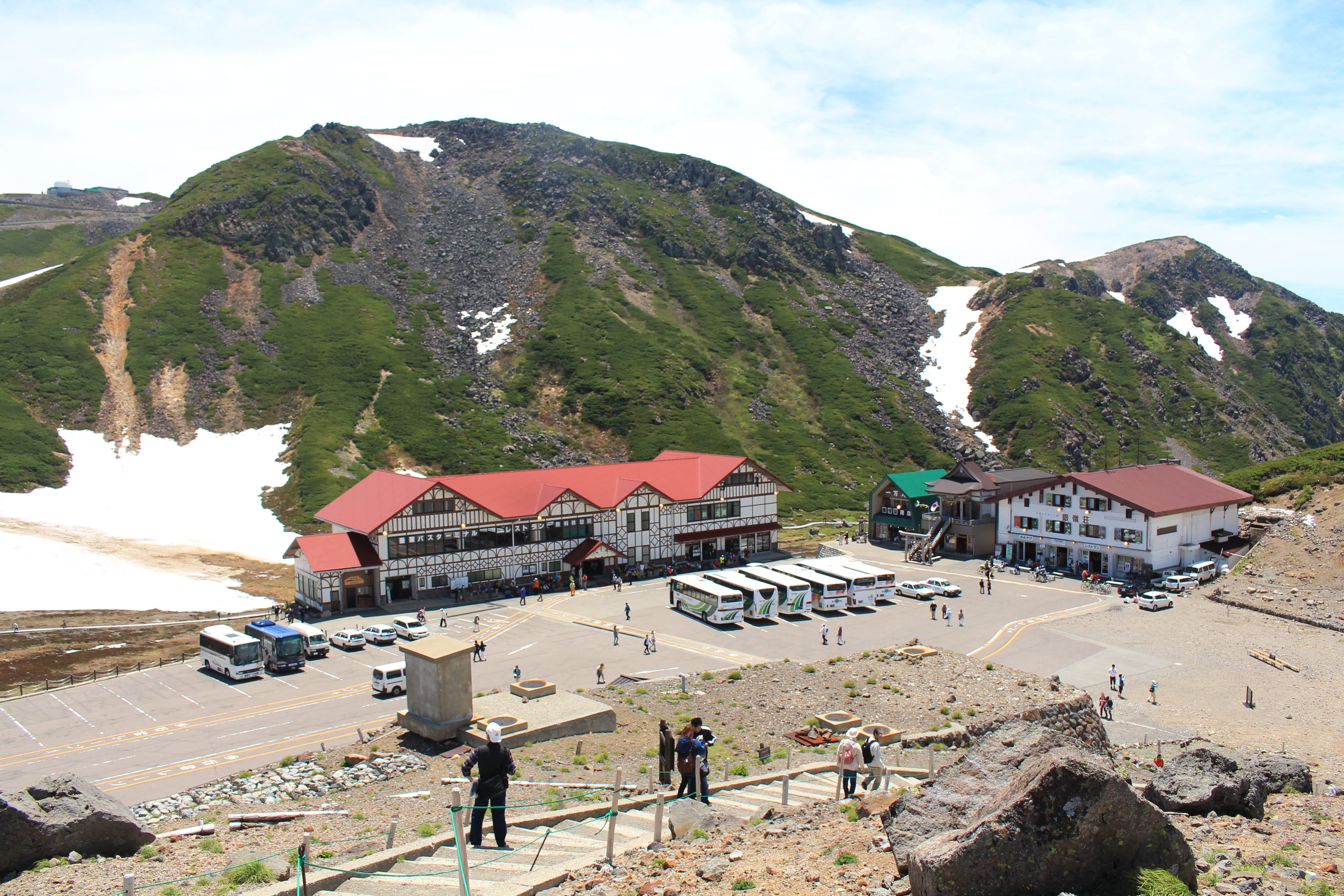
事件の舞台となった畳平バスターミナル

2009年9月19日午後2時20分頃、乗鞍岳に属する魔王岳の登山口付近にある、畳平バスターミナル（ひだ丹生川乗鞍バスターミナル）では、当時連休中ということもあり、1,000人以上もの観光客が集まっていた。
観光客の1人である68歳の男性A（以下Aと表記）は、妻とこの地を訪れ、カメラで風景を撮影していたところ、突如、魔王岳中腹からクマが全速力で走り、バスターミナルに向かって下ってきた。Aはとっさに逃げようとするも、クマの鋭い爪は、Aの肩から腹にかけてと左膝を激しくひっかき、Aは重傷を負った。Aの命は無事であった。

### 登山者を襲う
続いてクマは登山道に移動し、女性登山客B（以下Bと表記）を攻撃。周囲にいた登山客らは、クマに石を投げるなどしてBを助けようとしたが、クマは落ち着く気配がない。また、登山客の1人であった66歳の男性C（以下Cと表記）は、Bを救出すべく自分が持参した杖で、力の限りクマの頭を殴るが、それが原因でクマを刺激してしまい、今度はCが反撃された。クマはCの顔面に向かって前脚を強く振り下ろし、Cは歯と右目を失う重傷となった。Bも命は無事だったが、顔や頭の骨など数ヶ所を骨折していたため、大規模な手術を受けざるを得ないまでに負傷した。様子を見ていた周りの観光客も、襲われている人達を助けると逆に自分が犠牲になるかもしれないため、手が付けられなくなっていた。

### 銀嶺莊経営者の被害
畳平バスターミナルに隣接する宿泊施設「銀嶺莊」を経営する59歳の男性D（以下Dと表記）は、クマが出たという騒ぎを聞きつけ、様子を伺っていた50人ほどの観光客に「クマが向かってくるかもしれないので、ツアーの方は乗ってきた観光バスの中に、その他の方は近くの建物の中に避難してください」と注意を呼びかけた。そもそもこの地域は、クマが出没するのは年に2、3回程度であり、それほど多くないと考えられていたため、自治体は特別な対処を行なっていなかった。Dは常日頃から、万が一クマが出没した際に起こり得る恐ろしい結果をシミュレーションしていたため、このように事前に想定していた自主的な措置を取り観光客らに呼びかけた。Dや観光客らの行動を上回り、事態はこの後もさらに悪化した。
Dと銀嶺莊の職員である男性E（以下Eと表記）は、クマが観光客らを襲う光景を目にすると、共にクマの至近距離まで接近し、手持ちのもので音を立てるなどしてクマの注意を一般観光客から逸らそうとした。しかし、クマは人間に対してさらに敵意を表し、すぐにEに襲いかかった。DはEから攻撃を逸すため音を立てたため、クマの標的はEからDへと転換し、5人目の被害者となった。Dの息子F（以下Fと表記）は、Dを襲い続けるクマを力一杯蹴り付け、Dを助けようとした。後にFは、「父が死ぬかもしれないと思って必死だった。次にクマが自分を襲うことなど一切考えなかった。」と語っている。攻撃を加えてきたFに対し、クマが反撃しようとした時、警備員が運転する軽トラックがFとクマの間に入ってきたため、Fはクマに襲われずに済んだ。Fは父であるDを救出した。
Dはクマの襲撃で重傷を負った。命は助かったが120針を縫う大規模な手術を受けた。

### 被害者の救護
バスターミナルでは、1階にある部屋1つを応急処置用の臨時救護室として開放し使用した。クマの攻撃により負傷した人々が殺到したが、そもそも現場には医師・看護師がいなかったため、重傷者の治療は不可能であった。ターミナルは119番通報を行い救急車の派遣を要請したが、畳平バスターミナルが位置するのは標高2702mの地点で日本で最も標高の高いバスターミナルであり、救急車の拠点からも距離があったため、救急車もすぐには到着できなかった。

### パトロール員を襲う
Fらが襲われている間、周囲にいた観光客らは怒号や悲鳴を上げ、駐車場のバスやタクシーはクラクションを鳴らし続けてクマを威嚇した。また、現地の環境パトロール員が軽トラックを運転し、クマに接近させクラクションを鳴らし続けた。この善意の行動がしかし、クマをさらに興奮させた。これに怒ったクマはトラック相手に攻撃を仕掛けたが、うまくいかないため、次にパトロール員達が集まっていた駐車場管理人の詰所を襲った。詰所内にいた3人のパトロール員は慌てて外に避難したため、詰所の中にはクマだけがいる状態となった。軽トラックを運転していたパトロール員は、トラックを詰所の入り口を塞ぐように駐車させ、クマを詰所建物に閉じ込めることに成功したが、クマは詰所の窓ガラスを割って脱出し、この策は失敗した。

### バスターミナル館内へ侵入
まるで狂ったかのように暴れるクマは、畳平バスターミナルの正面玄関のガラス扉に突進した。当時ターミナルの建物内には、現場にいたおよそ100人もの観光客が避難しており、、入り口はクマの侵入を防ぐために机や椅子などでバリケードは構築されていたが、後からのさらなる避難者への配慮によりシャッターは下ろされていなかった。そのためクマはバリケードを破壊し、大勢の人々が避難して過密状態のバスターミナル館内に突入した。クマはその場にいた女性のバス運転手の左耳に噛みつき、重傷を負わせた。また、女性からクマを引き離そうとした従業員ら3人も、引っ掻かれたり噛みつかれたりして負傷した。
ターミナル館内で働く職員G（以下Gと表記）は、客から渡された消火器を持って近づくと、勢いよく泡を噴射した。クマは館内の食堂にいたが、消火器による攻撃に驚き、食堂の隣にある土産物屋へと逃げた。Gはとっさに、食堂と土産物店を仕切るシャッターを閉じ、クマを土産物屋の中に閉じ込めることに成功した。最初の被害者であるAが襲われてから40分が経過していた。

### 事件の終息
この事件により10人（重傷3人・軽傷7人）が負傷したが、死者はいなかった。一説にはそれ以上の負傷者がいるとされているが、その理由として挙げられるのが、被害に遭ったのがお互い面識のない全国からの観光客であり、救急車を使わずに自家用車などで病院に搬送された者、そのまま帰宅し自宅周辺の医療機関を受診した者などが行政の調査にカウントされなかった可能性である。騒動を起こしたツキノワグマは、事件発生のおよそ3時間40分後の18時前、駆けつけた高山猟友会丹生川支部のメンバー4人によって射殺された。
クマの年齢は21歳と高齢のオスのツキノワグマで、体長は130 cm程度、体重は67kgあった。
その後、現地では地元の観光協会と岐阜県、高山市が毎年合同でクマ対策会議を開催し、その年の事故報告や対策などが話し合われている他、岐阜県による周辺地域の巡回パトロールも開始された。

## クマが執拗に人間を襲い続けた理由
この事件の特徴は、クマが事件発生当初から異常なほど落ち着きがなく、人間に対して全く怖がらずに、片っ端から襲い続けたことである。本来ツキノワグマは人間を恐れ、人間を攻撃する特段の理由がない限りは興奮しない習性があるが、当事件ではその正反対であった。
野生のクマの場合、メスは子グマを産んで育てるため、敵と戦う習性が強いが、今回現れたのはオスであった。人間の食べ物を狙う目的で現れたなら、警備員が必ず気付くとのことで、通常とは出没原因が違うことが判明した。
事件後に作成された資料によると、出没したクマを最初に目撃したのは、初被害者のAではなく、魔王岳中腹よりもさらに高い地点の山道を走行するバスの運転手であったという。運転手の証言では、観光客もいた大黒岳（魔王岳とは別の岳）の頂上からクマが駆け下りていて、その時から明らかに興奮しており、走るのも高速であったとのこと。つまり、バスからクマが目撃されるよりもさらに前に、何らかのきっかけがあってクマが情緒不安定となった可能性が指摘された。
このような情報から、野生動物の研究者である森元萌弥は、元々大黒岳にいたクマが人間と出会い、その際に人間が驚いて叫んでしまったため、クマは驚いて大黒岳から逃げ、山を下って魔王岳の登山口付近まで、慌てて移動したのではないかと推測した。なお、クマは人間に驚かされると興奮し、人間を敵と捉えてしまう傾向もある。

## 事件を題材にした番組
- テレビ番組『奇跡体験!アンビリバボー 実録!恐怖のクマSP 観光地を襲う前代未聞の惨劇』フジテレビ 2018年7月19日[5]
- テレビ番組『ワールド極限ミステリー 乗鞍岳 熊襲撃事件』TBS 2022年9月14日[7]
- テレビ番組『世界の何だコレ!?ミステリー 観光客で賑わう建物にクマ襲撃』フジテレビ 2025年7月9日[8]